# Adolfo Kind
Adolfo Kind (Coira, 16 settembre 1848 – Pizzo Bernina, 5 settembre 1907) è stato un ingegnere e industriale svizzero, considerato il primissimo promotore dello sci alpino in Italia.

## Biografia

### La giovinezza, gli studi e i primi successi professionali
Figlio di un pastore protestante svizzero, Adolf Kind nacque nel 1848 a Coira, capoluogo del Canton Grigioni. Dopo gli studi di chimica, si laureò ingegnere a Basilea, per poi trasferirsi in Italia come direttore della fabbrica di sapone e candele Mira, presso Venezia, esperienza che tuttavia durò poco e terminò con un brusco licenziamento. 
Dopo il 1890, Kind si trasferì con moglie e figli a Torino, dove fondò un'industria di stoppini per candele, destinate a illuminare chiese e dimore nobiliari e nel 1904 andò ad abitare in un pregevole chalet liberty in stile nordico che fece progettare dall'architetto Michele Frapolli, poco distante dal castello del Valentino e oggi denominata Villino Kind.
Ma ben presto fu chiaro che la vocazione di Kind doveva essere, in realtà, un'altra.

### I primi passi dello "ski"

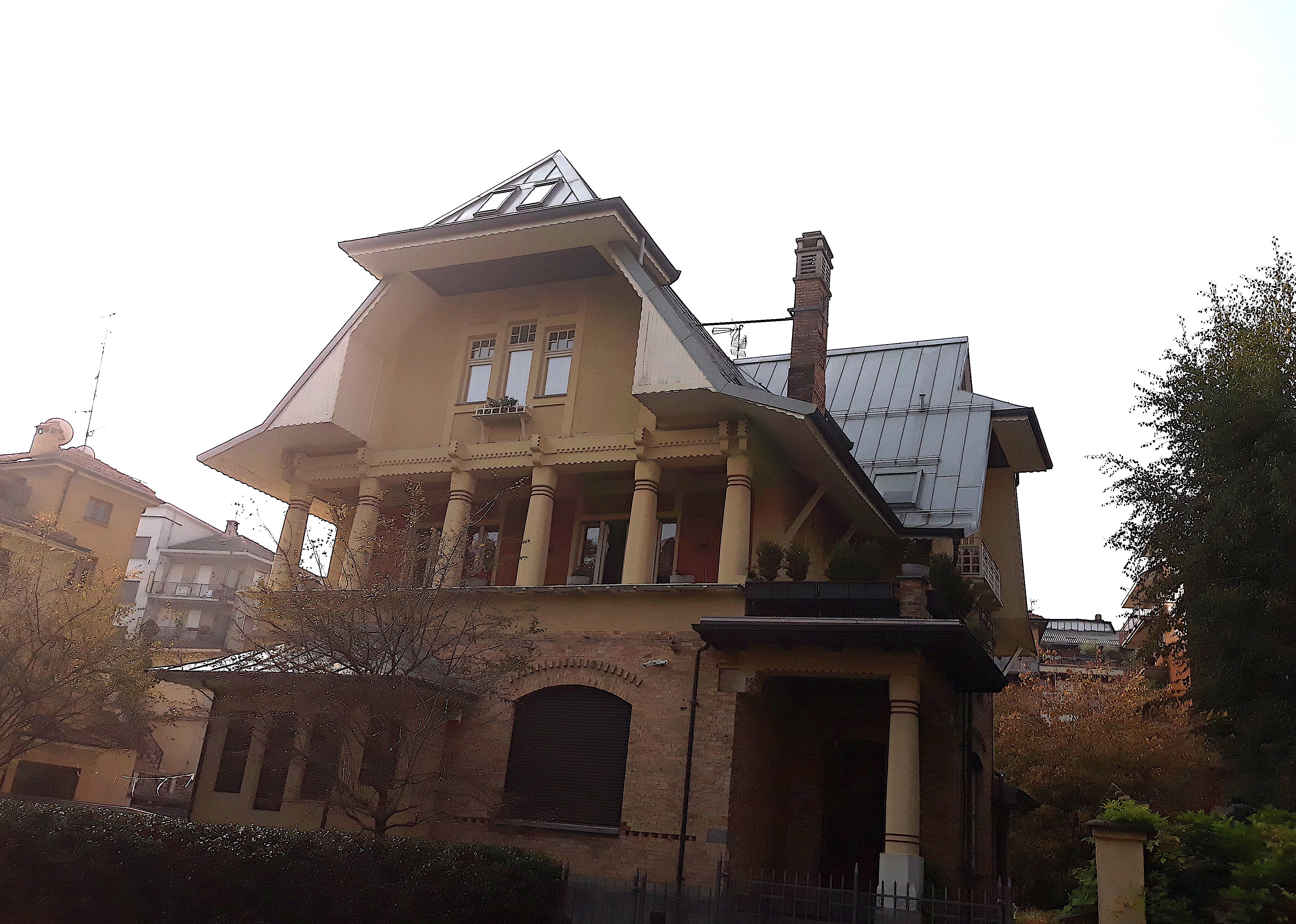
Il "Villino Kind" a Torino, in via Vincenzo Monti 42

Nel 1896, Adolf Kind si fece spedire due paia di "assi" in legno di frassino. Erano i cosiddetti ski norvegesi, presentati anni prima nel libro di Fridtjof Nansen Attraverso la Groenlandia con gli ski. 
La rivoluzione nordica dei cosiddetti pattini da neve aveva riscosso le prime conferme con la fondazione degli "ski club" a Monaco (1891) e a Grenoble (1896), molto più comodi rispetto alle racchette, si diceva. Eppure, sulle Alpi italiane l'invenzione tardava a prender piede. Fu proprio Kind che, oltre a essere ingegnere, era appassionato di caccia e di alpinismo, a dare la prima lezione. 
Le prime dimostrazioni di utilizzo degli "ski" avvennero proprio nel salotto del suo chalet liberty e poi nel suo giardino antistante. Qui l'ingegnere invitò alcuni fidati amici, presentando loro le due paia di rudimentali sci che si era fatto spedire dalla ditta Jakober di Glarona, in Svizzera. 
Nello stupore generale, i presenti calzarono gli arnesi sui tappeti di casa, tentando abbozzi di voltate, come allora venivano chiamate le curve. 
In quel novembre 1896, a Torino, contemporaneamente all'esordio del cinema in Italia, nasceva uno sport destinato a cambiare volto ed economia di molte valli montane piemontesi che, dopo 110 anni, ospitarono i XX Giochi olimpici invernali di Torino 2006.

### Il debutto sulla neve
Dopo gli esperimenti al Parco del Valentino e sui pendii collinari torinesi vicino al Monte dei Cappuccini, l'8 gennaio 1896 il gruppo di dodici pionieri capitanato da Kind salì a Giaveno in tram, e da lì raggiunse le frazioni più alte, passando per Prà Fieul fino alla cima del Monte Cugno dell'Alpet (poco ad est della oggi più nota Punta dell'Aquila) partendo dalla quale effettuò la prima discesa in sci sulle montagne italiane. Nel 1899 fu la volta dei 3000 metri: il monte Tomba, sopra il lago del Moncenisio. 
Nel 1901, all'interno del Club Alpino Italiano (CAI) nacque lo Ski Club Torino, primo in Italia, allo scopo di allenarsi nel pattinaggio e nelle escursioni con gli sci. La rosa dei ventinove soci fondatori contava quasi tutti gli alpinisti più esperti d'inizio secolo: Adolfo Hess, Giacomo Dumontel, Ubaldo Valbusa, Ettore Canzio e lo stesso Kind. La quota era di lire 5 all'anno.
Il 3 gennaio 1902, durante la seconda adunata dell'associazione, Adolfo Kind venne nominato direttore dello Ski Club, ruolo che manterrà fino alla morte, nel 1907. 
Prà Fieul, su cui era stata costruita una grangia completa di stufa e coperte, assolse per molti anni alla funzione di Stazione Sociale del Club. Col passare del tempo, però, si dimostrò limitata: località troppo bassa, spesso carente di neve e con spazi troppo stretti per le ambizioni del gruppo.
Nel gennaio del 1906 venne inaugurata la "prima stazione alpina italiana" a Oulx, in Alta Valsusa, e nel mese di febbraio dello stesso anno, a Sauze d'Oulx, si organizzò il primo corso di sci: vi parteciparono, insieme agli iscritti del Club, alcuni ufficiali dei reggimenti alpini. Fu chiamato a dirigerlo il campione norvegese Harald Smith. Proprio a Sauze, peraltro, Adolfo Kind costruì un rifugio, tuttora esistente sotto il nome di Capanna Kind, nel comprensorio sciistico di Sportinia. 
Accanto alla crescente adesione di pubblico alle gare, cui furono abbinati anche premi in denaro, emblematica è la nascita ex novo di Sestriere. Figlia di un nuovo approccio alla montagna, legato a fini turistici e speculativi secondo l'intuizione di Giovanni Agnelli, venne terminata nel 1933, ufficializzando il connubio tutto torinese fra lo sci e l'onnipresente industria automobilistica. Da notare che la figlia di Adolfo, Adelaide (Ady), sposerà nel 1905 Claudio Fogolin, uno dei pionieri del ciclismo professionistico di fine Ottocento e cofondatore nel 1906 della Lancia & C automobili.

### Lo sci e la guerra
Tra i fedeli compagni di Adolfo Kind durante le prime escursioni era, oltre al figlio Paolo (1880-1952), il tenente d'artiglieria Luciano Roiti. I tre percorsero insieme, nel 1897, il tragitto da Balme al Pian della Mussa, in val d'Ala nelle valli di Lanzo. 

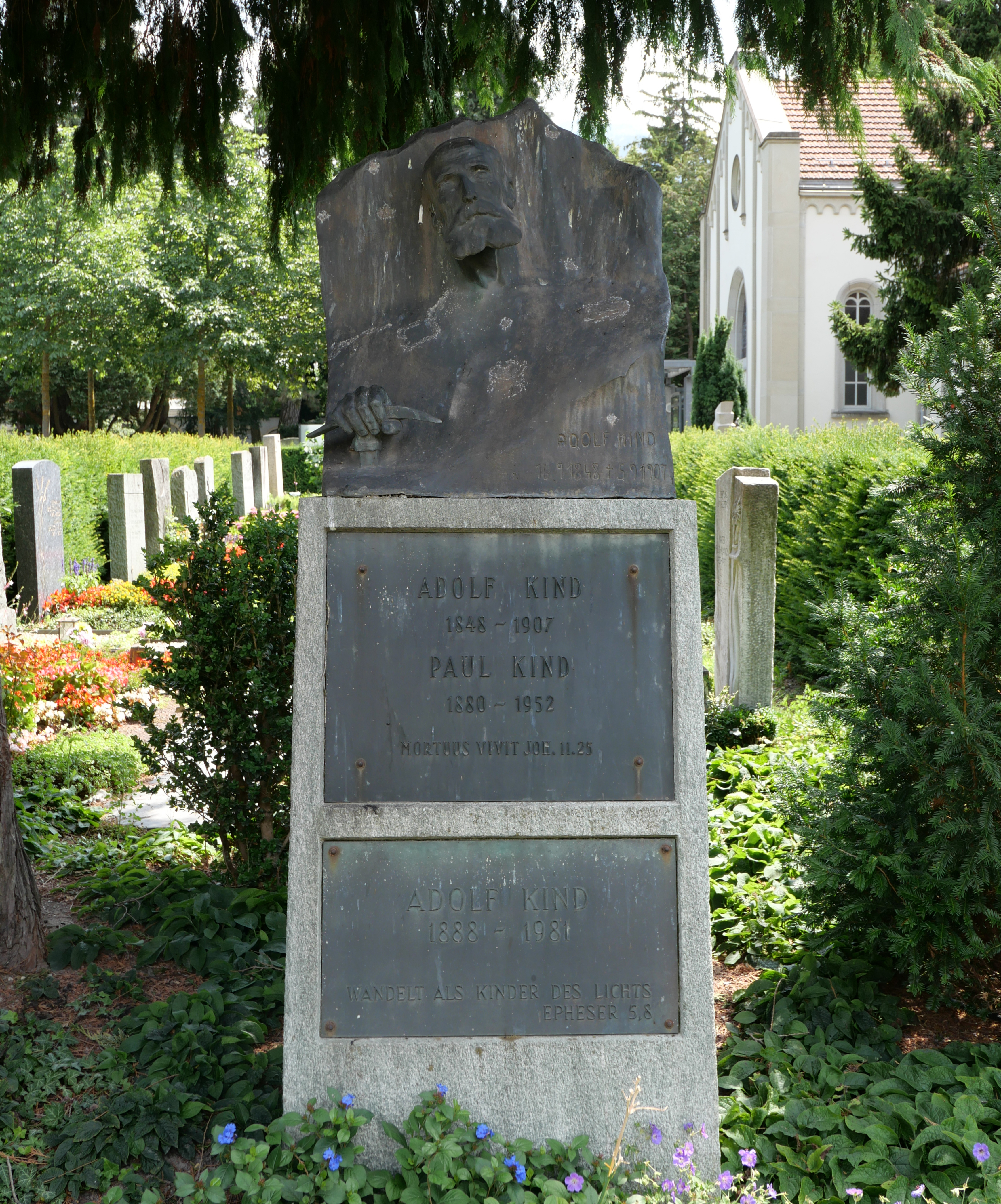
La tomba di Kind, di Paolo Kind e Adolf Kind (1888-1981) nel cimitero di Daleu a Coira.

Il 24 gennaio, inoltre, effettuarono la più difficile traversata da Borgone (Valsusa) a Giaveno (Val Sangone), valicando il Monte Salancia: cinque ore e mezza per quasi 1700 metri in salita. 
Proprio il tenente Roiti raccontò l'impresa nell'articolo Delle marce sulla neve, pubblicato il 12 marzo 1897 sulla rivista L'esercito italiano. Le potenzialità militari degli sci, accanto ai gesti sportivi promossi da Kind, stavano emergendo, tuttavia lo "ski" rimase un passatempo elitario fino alla Grande Guerra, quando gli alti comandi militari organizzeranno corsi nelle valli torinesi per colmare il divario con l'esercito austriaco, contro cui truppe di alpini-sciatori vennero coinvolti in battaglie disperate, sull'Adamello e sul Cevedale, a oltre tremila metri d'altezza. Finita la guerra, toccherà proprio ai reduci di quelle imprese dare l'avvio allo sviluppo di massa dello "ski", in qualità di istruttori.

### La scomparsa
Adolfo Kind non sopravvisse abbastanza per veder tutto questo e decollare lo sport che aveva contribuito a far nascere. Morì nel 1907 ad appena 59 anni durante un'ascensione estiva, senza i suoi amati sci, sul Bernina, nella natìa Svizzera. 
A proseguire la sua opera fu il figlio Paolo Kind, che il 7 novembre 1908 fondò l'Unione Ski Club Italiani, Kind fondò a Torino e fu il primo presidente (1908-1913) dell'Unione Ski Club Italiani (USCI) e che poi confluì nella Federazione Italiana dello Ski (1913) e infine nella Federazione Italiana dello Sci nel 1920 (ridenominata nel 1933 come Federazione italiana sport invernali - FISI).
Egli nel 1908 realizzò, insieme al saltatore norvegese Harald Smith, il primo trampolino di salto con gli sci a Bardonecchia, che venne completato e inaugurato nel 1909 con la prima edizione del campionato italiano di salto con gli sci, in cui conquistò il primo titolo. Sullo stesso trampolino, in occasione del concorso internazionale di sci di Bardonecchia, Harald Smith riuscì a conquistare il record del mondo dell'epoca, con un salto di 43 metri.